# 휴 패링턴
휴 패링턴(Hugh Farrington, 1931년 6월 9일 ~ 2001년 8월 7일)은 미국의 배우, 연극 배우, 텔레비전 배우, 비행사이다.
미국에서 태어났으며 미국에서 사망하였다.

## 영화
- 하니웰 수용소 (1989년)
- 후커와 로마노 (1982년)